# Joel Castro Pereira
Joel Dinis Castro Pereira (Boudevilliers, Suiza, 28 de junio de 1996) es un futbolista portugués que juega como guardameta en el Reading F. C. de la League One de Inglaterra.

## Trayectoria
Castro Pereira comenzó su carrera en las categorías juveniles del Neuchâtel Xamax antes de ser traspasado al Manchester United en 2012. Fue parte del equipo que ganó el título de la Professional U21 Development League 2014-15 y extendió su contrato el 13 de agosto de 2015, en medio de una saga del arqueros en el club.
El 17 de octubre de 2015 fue prestado al Rochdale de la Football League One por un mes. Más tarde ese día, tuvo su oportunidad en el primer equipo, permaneciendo en la banca en un empate 0-0 fuera de casa frente al Bury. El 10 de noviembre de 2015, hizo su debut en una derrota por 1-0 ante el Morecambe en Spotland, en los cuartos de final de la EFL Trophy. Keith Hill, mánager del equipo, elogió la actuación del portero después de que fuera nombrado "jugador del partido" al detener una pena máxima. El 19 de noviembre de 2015, extendió su préstamo hasta el 3 de enero de 2016. Dos días más adelante, Castro Pereira hizo su debut en liga en una victoria de visita 2-0 contra el Doncaster Rovers. Consiguió ocho apariciones para el Dale, seis de ellas en la liga.
El 25 de febrero de 2016 fue su primera convocatoria a un partido del primer equipo del Manchester United, permaneciendo en el banco en la victoria en casa 5-1 sobre el Midtjylland por la Liga Europa de la UEFA.
El 31 de agosto de 2016 fue traspasado al club de la Liga NOS, el Belenenses en calidad de cedido. Su período de préstamo finalizó el 5 de enero de 2017, debido a que el tercer portero del Manchester United Sam Johnstone se unió al Aston Villa cedido.
El 2 de agosto de 2018 el Vitória Setúbal anunció su incorporación en calidad de cedido por una temporada. El 10 de enero de 2019, se canceló la cesión y regresó al conjunto mancuniano. A finales del mismo mes se marchó al KV Cortrique hasta final de temporada.
El 13 de agosto de 2019 el Manchester United anunció su cesión hasta final de temporada al Heart of Midlothian.
La temporada 2020-21 la pasó cedido en el Huddersfield Town A. F. C. Tras la misma se acabó desvinculado del conjunto mancuniano al finalizar su contrato y firmó con el RKC Waalwijk por un año más otro opcional.
Después de dos campañas en los Países Bajos, en septiembre de 2023 regresó a Inglaterra para jugar en el Reading F. C.

## Selección nacional
El 14 de julio de 2016 fue seleccionado para representar a Portugal en los Juegos Olímpicos Río 2016.

## Estadísticas

### Clubes
| Club | Div.          | Temporada     | Liga  | Liga  | Copas nacionales(1) | Copas nacionales(1) | Copas internacionales | Copas internacionales | Total | Total |
| Club | Div.          | Temporada     | Part. | Goles | Part.               | Goles               | Part.                 | Goles                 | Part. | Goles |
| --- | ------------- | ------------- | ----- | ----- | ------------------- | ------------------- | --------------------- | --------------------- | ----- | ----- |
| Rochdale A. F. C. Inglaterra | 3.ª           | 2015-16       | 6     | 0     | 2                   | 0                   | —                     | —                     | 8     | 0     |
| Rochdale A. F. C. Inglaterra | Total club    | Total club    | 6     | 0     | 2                   | 0                   | 0                     | 0                     | 8     | 0     |
| C. F. Os Belenenses Portugal | 1.ª           | 2016-17       | 8     | 0     | 2                   | 0                   | —                     | —                     | 10    | 0     |
| C. F. Os Belenenses Portugal | Total club    | Total club    | 8     | 0     | 2                   | 0                   | 0                     | 0                     | 10    | 0     |
| Manchester United F. C. Inglaterra | 1.ª           | 2016-17       | 1     | 0     | 1                   | 0                   | 0                     | 0                     | 2     | 0     |
| Manchester United F. C. Inglaterra | 1.ª           | 2017-18       | 0     | 0     | 1                   | 0                   | 0                     | 0                     | 1     | 0     |
| Manchester United F. C. Inglaterra | Total club    | Total club    | 1     | 0     | 2                   | 0                   | 0                     | 0                     | 3     | 0     |
| Vitória F. C. Portugal | 1.ª           | 2018-19       | 9     | 0     | 1                   | 0                   | —                     | —                     | 10    | 0     |
| Vitória F. C. Portugal | Total club    | Total club    | 9     | 0     | 1                   | 0                   | 0                     | 0                     | 10    | 0     |
| K. V. Kortrijk · Bélgica | 1.ª           | 2018-19       | 5     | 0     | —                   | —                   | —                     | —                     | 5     | 0     |
| K. V. Kortrijk · Bélgica | Total club    | Total club    | 5     | 0     | 0                   | 0                   | 0                     | 0                     | 5     | 0     |
| Heart of Midlothian F. C. Escocia | 1.ª           | 2019-20       | 20    | 0     | 5                   | 0                   | —                     | —                     | 25    | 0     |
| Heart of Midlothian F. C. Escocia | Total club    | Total club    | 20    | 0     | 5                   | 0                   | 0                     | 0                     | 25    | 0     |
| Huddersfield Town A. F. C. Inglaterra | 2.ª           | 2020-21       | 2     | 0     | 0                   | 0                   | —                     | —                     | 2     | 0     |
| Huddersfield Town A. F. C. Inglaterra | Total club    | Total club    | 2     | 0     | 0                   | 0                   | 0                     | 0                     | 2     | 0     |
| RKC Waalwijk · Países Bajos | 1.ª           | 2021-22       | 2     | 0     | 0                   | 0                   | —                     | —                     | 2     | 0     |
| RKC Waalwijk · Países Bajos | 1.ª           | 2022-23       | 2     | 0     | 1                   | 0                   | —                     | —                     | 3     | 0     |
| RKC Waalwijk · Países Bajos | Total club    | Total club    | 4     | 0     | 1                   | 0                   | 0                     | 0                     | 5     | 0     |
| Reading F. C. Inglaterra | 3.ª           | 2023-24       | 9     | 0     | 5                   | 0                   | ―                     | ―                     | 14    | 0     |
| Reading F. C. Inglaterra | 3.ª           | 2024-25       | 40    | 0     | 0                   | 0                   | ―                     | ―                     | 40    | 0     |
| Reading F. C. Inglaterra | Total club    | Total club    | 49    | 0     | 5                   | 0                   | 0                     | 0                     | 54    | 0     |
| Total carrera | Total carrera | Total carrera | 104   | 0     | 18                  | 0                   | 0                     | 0                     | 122   | 0     |
| (1) Incluye datos de FA Cup, Copa de la Liga de Inglaterra, EFL Trophy, Copa de Portugal, Copa de la Liga de Portugal, Copa de Escocia, Copa de la Liga de Escocia y Copa de los Países Bajos. |               |               |       |       |                     |                     |                       |                       |       |       |